# Madre de Deus (Bahia)
Madre de Deus est une municipalité brésilienne de l'État de Bahia et la microrégion de Salvador.